# Hagnagora catagrammina
Hagnagora catagrammina là một loài bướm đêm trong họ Geometridae.